# 리엘바르데시

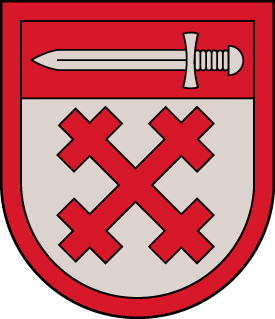
시 문장

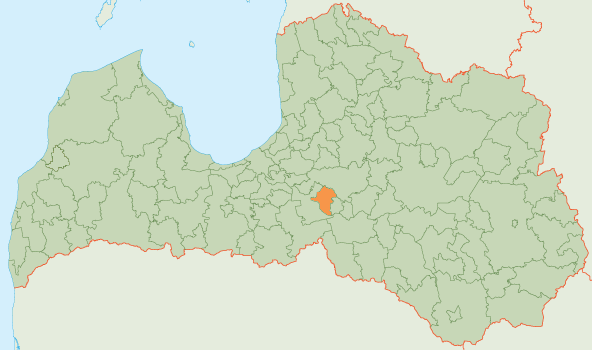
리엘바르데 시의 위치

리엘바르데시(라트비아어: Lielvārdes novads)는 라트비아의 지방 자치체로 행정 중심지는 리엘바르데이며 면적은 225.7km2, 인구는 11,466명(2009년 기준), 인구 밀도는 51명/km2이다. 1개 도시, 3개 교구를 관할한다.

## 같이 보기
- 라트비아의 행정 구역